# تو رفتن
«تو رفتن» یا «داخل شدن» (به انگلیسی: Goin' In) تک‌آهنگی از هنرمند اهل ایالات متحده آمریکا جنیفر لوپز، فلو رایدا است که در ۸ ژوئن ۲۰۱۲ منتشر شد.
این تک‌آهنگ در چارت‌های در رتبه اول و در چارت‌های ، جزو ده ترانه اول قرار گرفت.